# 27 februari
27 februari is de 58ste dag van het jaar in de gregoriaanse kalender. Hierna volgen nog 307 dagen (308 dagen in een schrikkeljaar) tot het einde van het jaar.

## Gebeurtenissen
- Algemeen
  - 380 - Het edict Cunctos populos of het Edict van Thessaloniki wordt afgekondigd: de drie keizers Theodosius I, Gratianus en Valentinianus II benoemen het (katholieke) christendom tot verplichte geloof voor alle Romeinse onderdanen.
  - 425 - Keizer Theodosius II sticht de Universiteit van Constantinopel.
  - 1442 - Filips II van Nassau-Weilburg en Johan II van Nassau-Saarbrücken verdelen hun bezittingen: Filips krijgt het graafschap Nassau-Weilburg en Johan het graafschap Saarbrücken.
  - 1594 - Hendrik IV wordt koning van Frankrijk.
  - 1719 - Johan Ernst van Nassau-Weilburg wordt opgevolgd door zijn zoon Karel August.
  - 1971 - De eerste abortuskliniek van Nederland (het Mildredhuis in Arnhem) start met het uitvoeren van abortus provocatus.
  - 1996 - Een kettingbotsing met meer dan 200 voertuigen veroorzaakt 10 doden in Deinze.
  - 2002 - In de Indiase stad Godhra komen 59 hindoeïstische pelgrims om bij een treinbrand veroorzaakt door een woedende menigte moslims.
  - 2004 - In de Filipijnen komen 116 mensen om bij een bomaanslag op de veerboot Superferry 14. De aanslag wordt opgeëist door Abu Sayyaf en is de ergste terroristische aanslag in de Filipijnen ooit.
  - 2010 - Chili wordt opgeschrikt door een aardbeving met een magnitude van 8,8. Het epicentrum ligt op ongeveer 115 km van Concepción.
  - 2011 - Meer dan achthonderd gezinnen verliezen in de Boliviaanse hoofdstad La Paz hun huizen als gevolg van overvloedige regen en aardverschuivingen.
  - 2020 - In Tilburg wordt voor het eerst, sinds de uitbraak van het coronavirus SARS-CoV-2, dat de infectieziekte COVID-19 veroorzaakt, een besmetting in Nederland geconstateerd. Dit was het begin van de Coronacrisis in Nederland.
  - 2024 - Vanwege dichte aswolken die de Mexicaanse vulkaan Popocatépetl uitstoot en die tot ruim 6 km hoogte opstijgen wordt het vliegverkeer ernstig verstoord en worden omliggende plaatsen getroffen door (lichte) asregens.[1]
- Criminaliteit en veiligheid
  - 1992 - De topconferentie over drugs van de Verenigde Staten en zes Latijns-Amerikaanse landen wordt in het Texaanse San Antonio beëindigd met een oproep tot verheviging van de strijd tegen verdovende middelen.
- Kunst en cultuur
  - 1986 - De later met een Gouden Kalf bekroonde film Abel van regisseur Alex van Warmerdam gaat in première.
- Media
  - 2024 - Discovery Channel zendt de eerste aflevering van het achttiende seizoen van het televisieprogramma Salvage Hunters uit. In het programma reist antiekhandelaar Drew Pritchard over de wereld op zoek naar vintage voorwerpen.[2]
- Oorlog
  - 1942 - De Slag in de Javazee vond plaats waarbij de schout-bij-nacht Karel Doorman op 28 februari 1942 om het leven kwam.
  - 1943 - Het Nederlandse onderzeebootmoederschip de Colombia wordt ter hoogte van Simonstad door de Duitse onderzeeboot U-516 tot zinken gebracht.
  - 1991 - Golfoorlog: Amerikaans president George Bush Sr. zegt dat "Koeweit is bevrijd".
- Politiek
  - 1844 - De Dominicaanse Republiek wordt onafhankelijk van Haïti.
  - 1900 - De Britse Labour Party wordt opgericht
  - 1933 - Het Duitse parlementsgebouw, de Rijksdag in Berlijn, wordt in brand gestoken.
  - 1965 - Het Nederlandse kabinet-Marijnen valt door interne verdeeldheid over het omroepbeleid.
  - 1990 - In de Sovjet-Unie keurt het parlement het wetsontwerp over de invoering van een presidentieel systeem goed.
  - 1992 - Frankrijk stuurt een compagnie parachutisten, circa 120 man, naar de Tsjadische hoofdstad Ndjamena ter versterking na aanhoudende gewelddadigheden in de stad, die door de autoriteiten worden verklaard als poging tot staatsgreep door ontevreden militairen.
- Religie
  - 380 - Keizer Theodosius I verklaart in het edict Cunctos populos ("alle volken") met medekeizers Gratianus en Valentinianus II, dat alle volkeren zich moeten bekeren tot het trinitaire christendom.
  - 2001 - Ontslag van de Italiaan Angelo Acerbi als nuntius in Nederland en benoeming van de Fransman François Bacqué tot zijn opvolger.
- Sport
  - 1900 - Voetbalclub Bayern München wordt opgericht in restaurant Gisela te München Schwabing als een afscheiding van elf leden van voetbalploeg MTV München. Franz John wordt de eerste voorzitter.
  - 1955 - Enrique Hormazábal maakt namens Chili de duizendste goal uit de geschiedenis van de Copa América in de wedstrijd tegen Ecuador (7-1).
  - 1976 - Stephen Holland scherpt in Sydney het wereldrecord op de 1500 meter vrije slag aan tot 15.10,89. Het oude record (15.20,91) stond sinds 21 juni 1975 op naam van de Amerikaanse zwemmer Tim Shaw.
  - 1985 - Het Nederlands voetbalelftal loopt Cyprus met 7-1 onder de voet in de WK-kwalificatiereeks. Wim Kieft en Dick Schoenaker scoren beiden twee keer voor Oranje.
  - 2000 - Het Canadees voetbalelftal wint voor het eerst in de geschiedenis de CONCACAF Gold Cup door in de finale Colombia met 2-0 te verslaan.
  - 2005 - Cees Juffermans en Liesbeth Mau Asam prolongeren beiden hun Nederlandse shorttracktitel.
  - 2022 - Go Ahead Eagles verslaat na 44 jaar, Ajax in de onderlinge competitieduels, thuis op De Adelaarshorst met 2-1.
- Wetenschap en technologie
  - 1932 - James Chadwick verifieert experimenteel het bestaan van het neutron, dat hij al eerder vermoedde.
  - 1942 - De Britse natuurkundige James Stanley Hey ontdekt bij een onderzoek naar radarstoringen toevallig dat de zon radiogolven uitzendt.[3]
  - 1940 - Ontdekking van de isotoop 14C, koolstof C-14 dat gebruikt wordt voor koolstofdatering.
  - 1991 - Nexus, de eerste webbrowser en wysiwyg HTML-editor, wordt gepresenteerd door Tim Berners-Lee.
  - 2023 - De planetoïde (40) Harmonia is in oppositie met de zon.[4]
  - 2023 - Een krachtige zonnestorm van klasse G3 veroorzaakt opvallende aurora's die ook in Nederland zijn te zien.[5] Verder dwingt het fenomeen SpaceX tot uitstel van een geplande lancering en zijn Canadese boorplatformen enige tijd buiten bedrijf wegens verstoring van GPS signalen.[6]

## Geboren

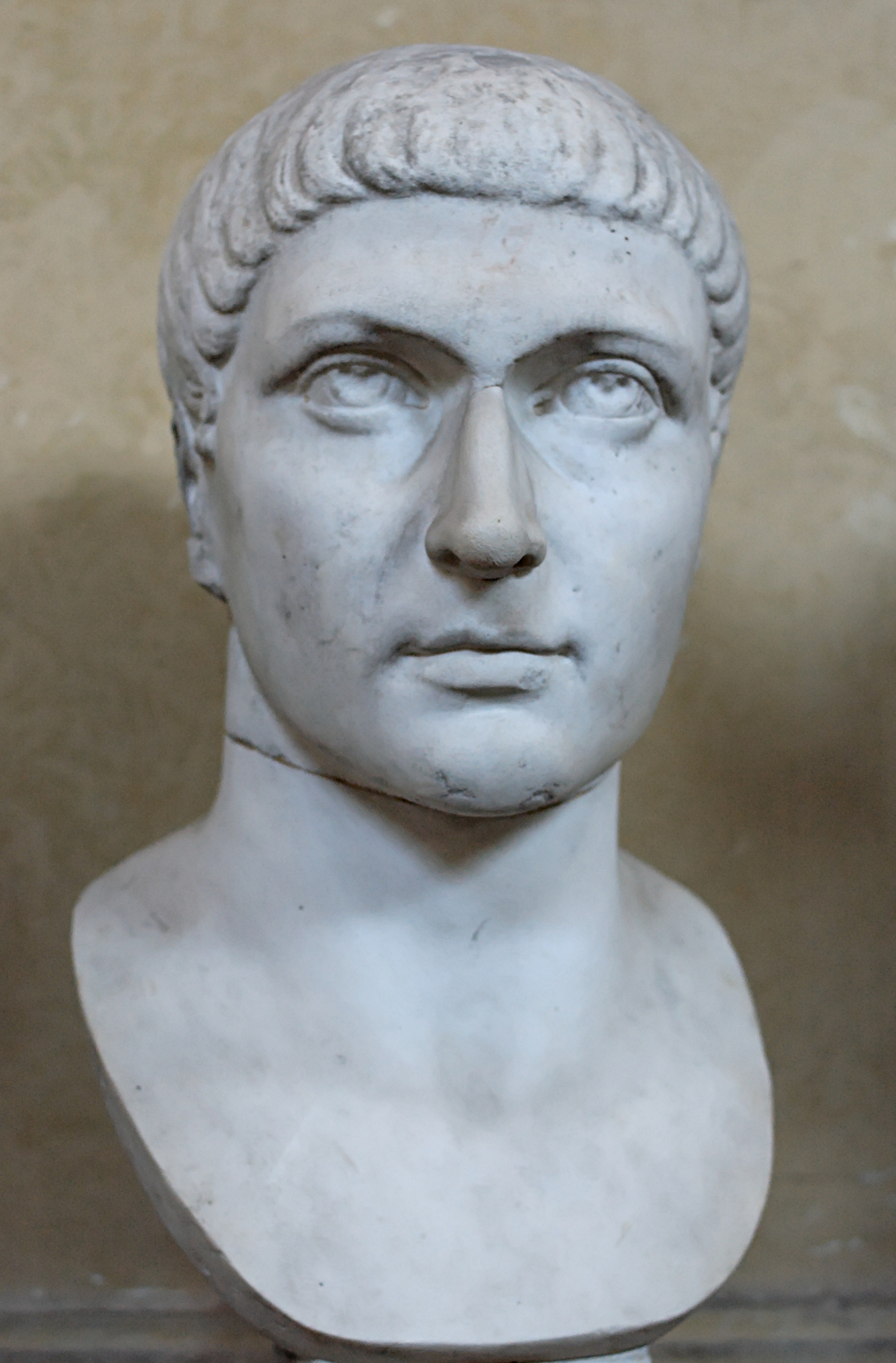
Constantijn de Grote,
geboren in 280

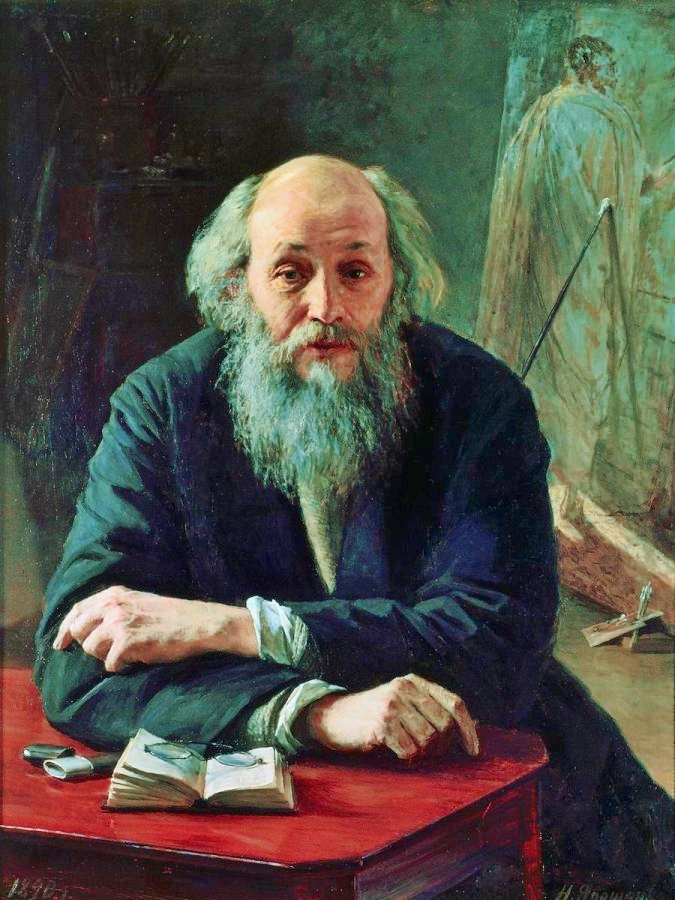
Nikolaj Ge,
geboren in 1831

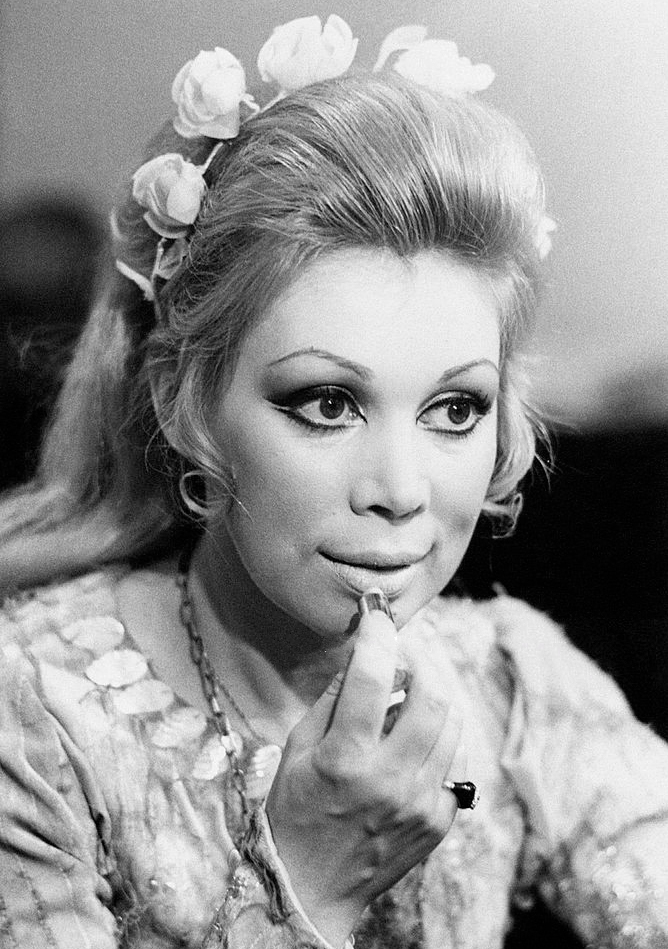
Mirella Freni,
geboren in 1935

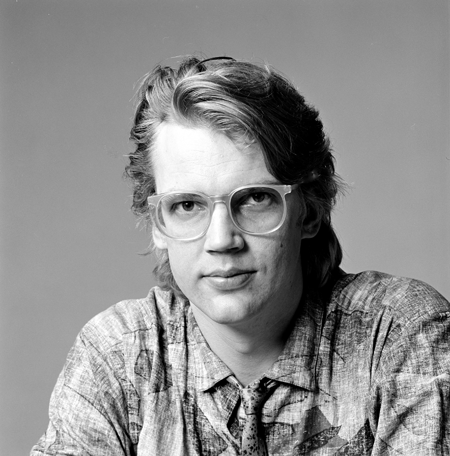
Henk Westbroek,
geboren in 1952

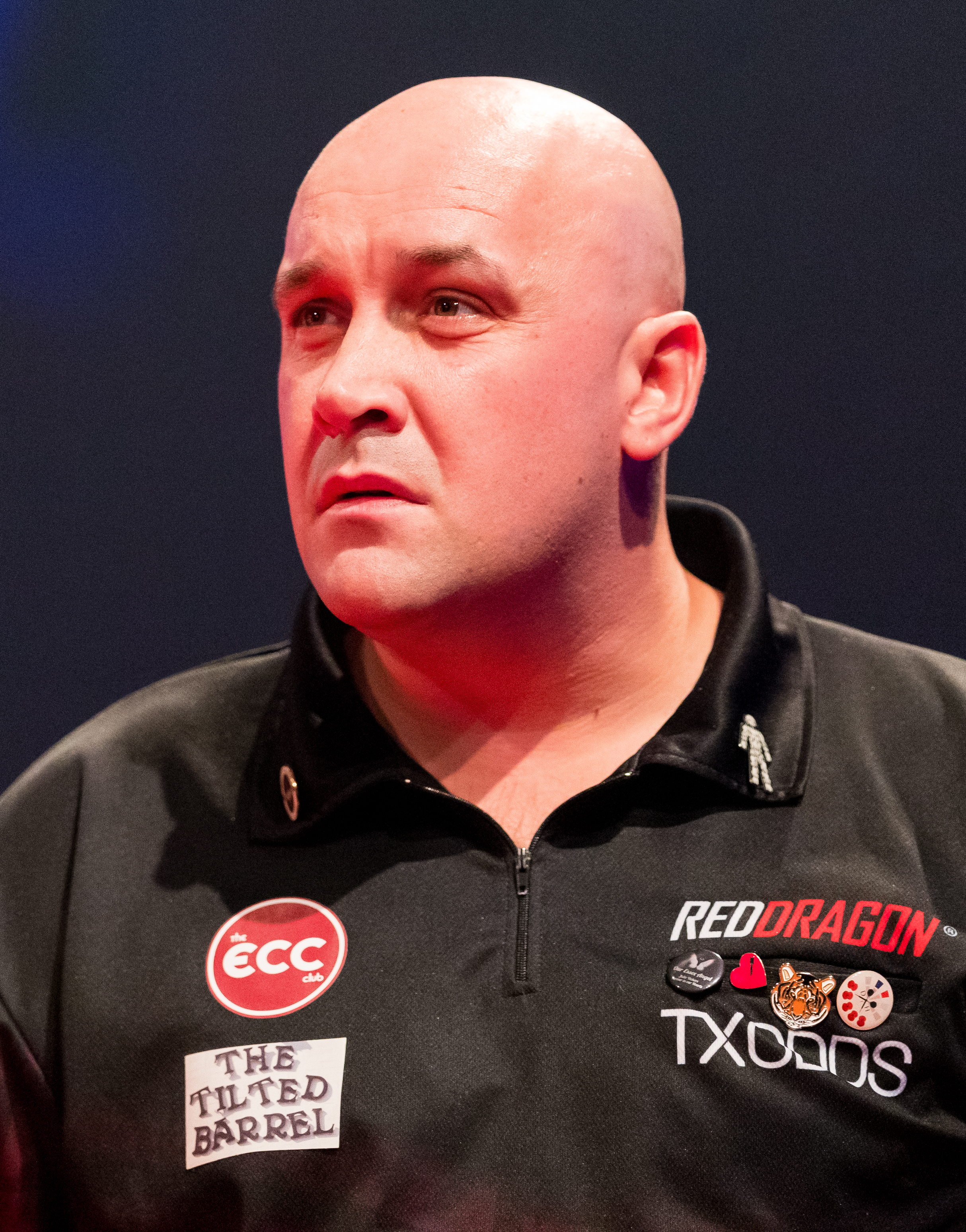
Jamie Hughes,
geboren in 1986

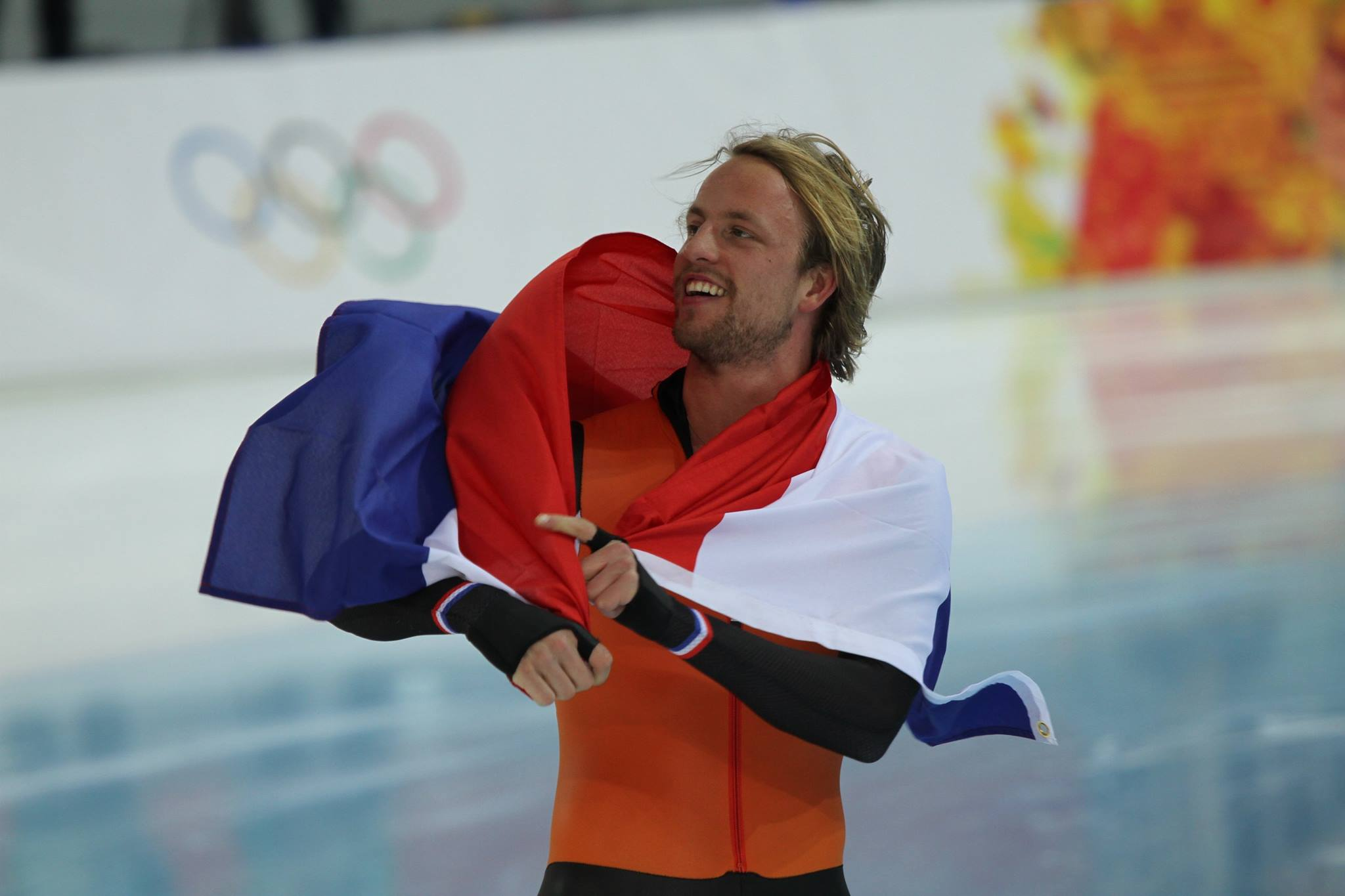
Michel Mulder,
geboren in 1986

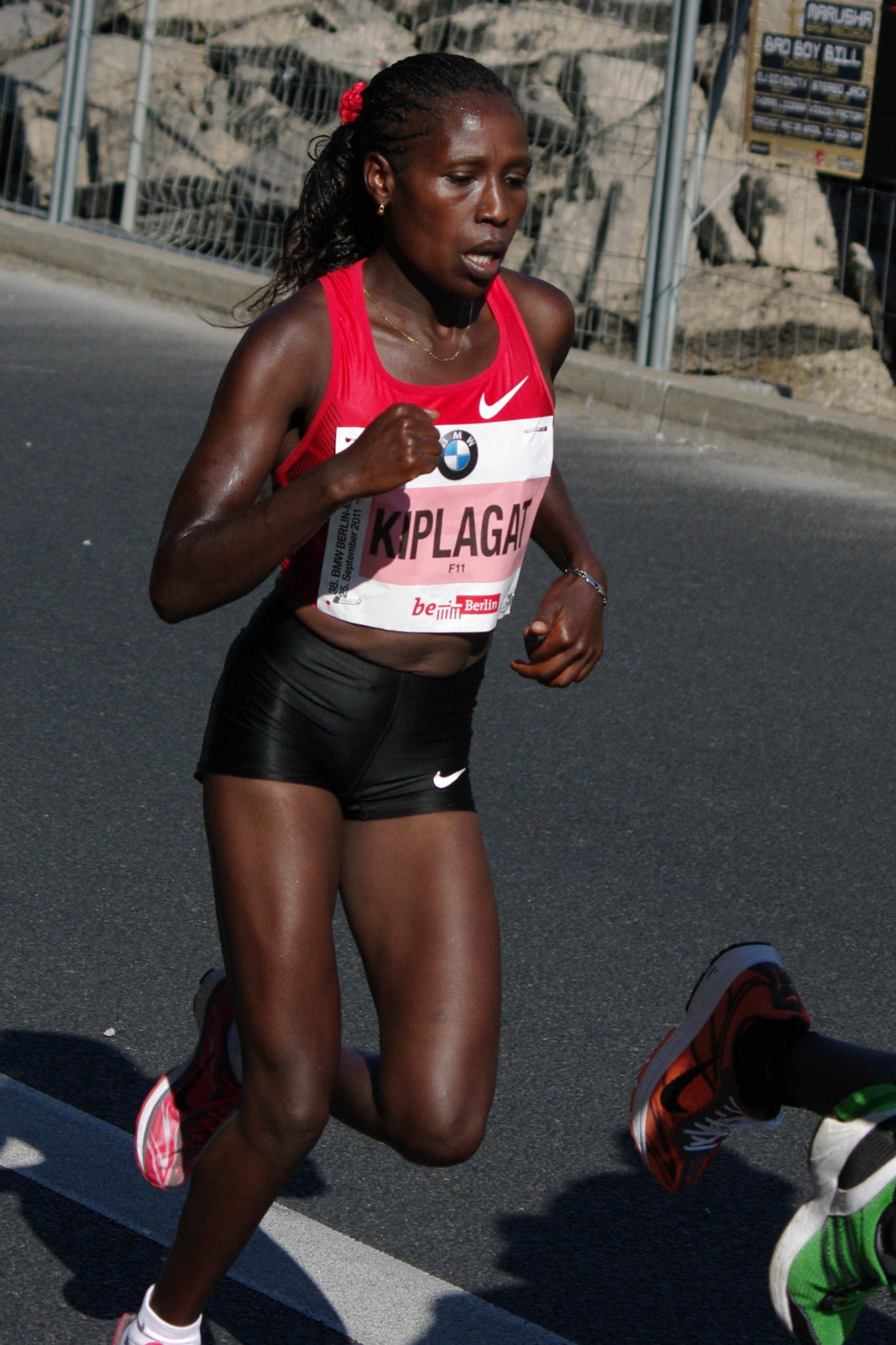
Florence Kiplagat,
geboren in 1987

- 280 - Constantijn I de Grote, Romeins keizer (overleden 337)
- 1787 - Joseph Ludwig von Armansperg, Beiers diplomaat en staatsman en premier van Griekenland (overleden 1853)
- 1807 - Henry Wadsworth Longfellow, Amerikaans dichter (overleden 1882)
- 1831 - Nikolaj Ge, Russisch kunstschilder (overleden 1894)
- 1842 - Emil Selenka, Duits zoöloog (overleden 1902)
- 1861 - Rudolf Steiner[7], Oostenrijks esotericus, schrijver, architect en filosoof; grondlegger van de antroposofie (overleden 1925)
- 1863 - Joaquim Sorolla y Bastida, Spaans kunstschilder (overleden 1923)
- 1877 - Claas Bakker, Nederlands politiefunctionaris (overleden 1949)
- 1881 - Sveinn Björnsson, IJslands politicus (overleden 1952)
- 1888 - Roberto Assagioli, Italiaans psycholoog (overleden 1974)
- 1888 - Richard Dombi, Oostenrijks voetbaltrainer (overleden 1963)
- 1897 - Paul Schuitema, Nederlands fotograaf, filmer en grafisch ontwerper (overleden 1973)
- 1902 - Ethelda Bleibtrey, Amerikaans zwemster (overleden 1978)
- 1902 - John Steinbeck, Amerikaans auteur en Nobelprijswinnaar (overleden 1968)
- 1904 - Albert Kuyle, Nederlands journalist en schrijver (overleden 1958)
- 1904 - André Leducq, Frans wielrenner (overleden 1980)
- 1906 - Nico de Rooij, Nederlands jazzpianist (overleden 1959)
- 1910 - Joan Bennett, Amerikaans actrice (overleden 1990)
- 1910 - Severinus Desiré Emanuels, Nederlands politicus en diplomaat (overleden 1981)
- 1911 - Fanny Edelman, Argentijns politica (overleden 2011)
- 1911 - Egon Sundberg, Zweeds voetballer (overleden 2015)
- 1913 - Paul Ricœur, Frans filosoof (overleden 2005)
- 1918 - Adriaan Buter, Nederlands journalist (overleden 2000)
- 1919 - Alejandro Almendras, Filipijns politicus (overleden 1995)
- 1921 - Roger De Pauw, Belgisch wielrenner (overleden 2020)
- 1921 - Willy Kyrklund, Fins-Zweeds schrijver (overleden 2009)
- 1922 - Albert Meijer, Zuid-Afrikaans hoogleraar wijsbegeerte (overleden 2021)
- 1922 - Hans Rookmaaker, Nederlands kunsthistoricus/filosoof (overleden 1977)
- 1923 - Dexter Gordon, Amerikaans jazzsaxofonist (overleden 1990)
- 1925 - Marin Constantin, Roemeens musicus, componist en dirigent (overleden 2011)
- 1925 - Ebb Rose, Amerikaans autocoureur (overleden 2007)
- 1926 - Luc De Hovre, Belgisch rooms-katholiek hulpbisschop (overleden 2009)
- 1926 - Sjaak Alberts, Nederlands voetballer (overleden 1997)
- 1928 - René Clemencic, Oostenrijks componist en dirigent (overleden 2022)
- 1928 - Alexander Götz, Oostenrijks politicus (overleden 2018)
- 1929 - Bella Flores, Filipijns actrice (overleden 2013)
- 1929 - Djalma Santos, Braziliaans voetballer (overleden 2013)
- 1930 - Joanne Woodward, Amerikaans actrice
- 1931 - Guido Claus, Belgisch acteur en café-eigenaar (overleden 1991)
- 1932 - Elizabeth Taylor, Amerikaans actrice (overleden (2011)
- 1932 - Ernst Hinterseer, Oostenrijks alpineskiër
- 1934 - Jaap Flier, Nederlands balletdanser en choreograaf (overleden 2022)
- 1934 - Ralph Nader, Amerikaans politicus
- 1935 - Mirella Freni, Italiaans sopraan/opera-actrice (overleden 2020)
- 1937 - Jim Bradbury, Brits historicus (overleden 2023)
- 1939 - Henk Snepvangers, Nederlands atleet (overleden 2021)
- 1940 - Jan Buijs (Tuf), Nederlands muziekmanager (overleden 1985)
- 1940 - Howard Hesseman, Amerikaans acteur (overleden 2022)
- 1941 - Paddy Ashdown, Brits politicus (overleden 2018)
- 1941 - Frans Kuijpers, Nederlands schaker
- 1941 - Gabriel Zubeir Wako, Soedanees kardinaal
- 1943 - Tom Astor, Duits zanger
- 1943 - Carlos Alberto Parreira, Braziliaans voetbalcoach
- 1945 - Audrey van der Jagt, Nederlands presentatrice, verslaggeefster, actrice en redactrice.
- 1946 - Jaap Buijs, Nederlands muziekmanager (overleden 2015)
- 1947 - Corneille Driezen (Codriez), Belgisch kunstenaar, musicus en dichter
- 1947 - Alan Guth, Amerikaans natuurkundige en kosmoloog
- 1949 - Pierre de Wit, Nederlands botanicus
- 1950 - Piet van Katwijk, Nederlands wielrenner (overleden 2025)
- 1950 - Cees Korvinus, Nederlands advocaat
- 1951 - Steve Harley, Brits singer/songwriter (overleden 2024)
- 1952 - Henk Westbroek, Nederlands radio-dj en zanger
- 1953 - Hans Anker, Nederlands advocaat
- 1953 - Wim Anker, Nederlands advocaat
- 1953 - Alain Lewuillon, Belgisch roeier en roeicoach
- 1954 - Marian Boyer, Nederlands actrice en schrijfster (overleden 2013)
- 1954 - Aldert Mantje, Nederlands kunstenaar (overleden 2023)
- 1956 - Gabriela Górzyńska, Pools atlete
- 1956 - Rob Phillis, Australisch motorcoureur
- 1957 - Robert de Castella, Australisch atleet
- 1957 - Adrian Smith, Engels muzikant
- 1958 - Luc Deflo, Belgisch schrijver (overleden 2018)
- 1958 - Hugo de León, Uruguayaans voetballer
- 1958 - John Metgod, Nederlands voetballer en voetbaltrainer
- 1958 - Albert Ramdin, Surinaams diplomaat
- 1959 - Thea Limbach, Nederlands schaatsster
- 1960 - Pär Arvidsson, Zweeds zwemmer
- 1960 - Andrés Gómez, Ecuadoraans tennisser
- 1960 - Jan van Grinsven, Nederlands voetballer
- 1960 - Paul Humphreys, Brits musicus, songwriter en producer
- 1961 - Grant Shaud, Amerikaans acteur
- 1961 - Erik van 't Wout, Nederlands acteur en regisseur
- 1962 - Adam Baldwin, Amerikaans acteur
- 1962 - Grant Show, Amerikaans acteur
- 1964 - Thomas Lange, Duits roeier
- 1965 - Pablo Bengoechea, Uruguayaans voetballer
- 1965 - David Gail, Amerikaans acteur (overleden 2024)
- 1965 - Alexander Goldin, Amerikaans schaker
- 1965 - Andrea Schöpp, Duits curlingspeler
- 1966 - Afshin Ellian, Nederlands Iraans rechtsgeleerde, dichter en filosoof
- 1966 - Deidre Holland, Nederlands pornoactrice
- 1967 - Jonathan Ive, Amerikaans ontwerper van de iMac, iPod, iPhone, Apple Watch en iPad
- 1968 - Ståle Solbakken, Noors voetballer en voetbalcoach
- 1968 - Els Van Weert, Belgisch politicus
- 1969 - Toshiyuki Kuroiwa, Japans schaatser
- 1969 - Juergen Sommer, Amerikaans voetballer
- 1970 - Ann Devries, Belgisch tennisster
- 1970 - Jörg Teuchert, Duits motorcoureur
- 1971 - Derren Brown, Brits mentalist-illusionist
- 1971 - Jon Brown, Brits atleet
- 1972 - Jeannette Lewin, Nederlands hockeyster
- 1972 - Michaël Paquay, Belgisch motorcoureur (overleden 1998)
- 1973 - Peter André, Brits zanger
- 1974 - Colin Edwards, Amerikaans motorcoureur
- 1974 - Faustin Linyekula, Congolees danser en choreograaf
- 1974 - Hiroyasu Shimizu, Japans schaatser
- 1975 - Aitor González Jiménez, Spaans wielrenner
- 1976 - Ludovic Capelle, Belgisch wielrenner
- 1976 - Angela de Jong, Nederlands journaliste en columniste
- 1976 - Barry Opdam, Nederlands voetballer
- 1978 - James Beattie, Engels voetballer
- 1978 - Kacha Kaladze, Georgisch voetballer
- 1979 - Peter Kiprotich, Keniaans atleet (overleden 2011)
- 1979 - Andrzej Niedzielan, Pools voetballer
- 1979 - Tim Oliehoek, Nederlands film- en telivisieregisseur
- 1980 - Chelsea Clinton, dochter van de Amerikaanse president Bill Clinton en diens vrouw Hillary
- 1980 - Bobby Valentino, Amerikaans R&B-zanger
- 1981 - Stefanie Böhler, Duits langlaufster
- 1981 - Evi Goffin, Belgisch zangeres
- 1981 - Élodie Ouédraogo, Belgisch atlete
- 1981 - Robert de Pinho de Souza, Braziliaans voetballer
- 1982 - Karel Štefl, Tsjechisch kunstschaatser
- 1983 - Duje Draganja, Kroatisch zwemmer
- 1983 - Vítězslav Veselý, Tsjechisch atleet
- 1983 - Zoë Vialet, Nederlands fotomodel
- 1985 - Otman Bakkal, Nederlands voetballer
- 1985 - Dinijar Biljaletdinov, Russisch voetballer
- 1985 - Joan Lascorz, Spaans motorcoureur en rallyrijder
- 1986 - Jamie Hughes, Engels darter
- 1986 - Michel en Ronald Mulder, Nederlands schaatstweeling
- 1987 - Alexandra Bracken, Amerikaans schrijfster
- 1987 - Florence Kiplagat, Keniaans atlete
- 1987 - Bram Smallenbroek, Nederlands schaatser
- 1988 - Lee Hansin, Zuid-Koreaans skeletonracer
- 1988 - Mika Mäki, Fins autocoureur
- 1989 - Nina Haver-Løseth, Noors alpineskiester
- 1989 - Stephen Kiprotich, Oegandees atleet
- 1989 - Richard Ringer, Duits atleet
- 1990 - Juan Cornejo, Chileens voetballer
- 1990 - Megan Young, Filipijnse Miss World
- 1991 - David Texeira, Uruguayaans voetballer
- 1991 - Carmela Zumbado, Amerikaans actrice
- 1992 - Fernando Canesin Matos, Braziliaans voetballer
- 1992 - Massimo Stano, Italiaans atleet
- 1992 - Jimmy Vicaut, Frans atleet
- 1993 - Abdelati El Guesse, Marokkaans atleet
- 1993 - Lucas Jussen, Nederlands pianist
- 1993 - Ryder Matos, Braziliaans voetballer
- 1993 - Katharina Schiechtl, Oostenrijks voetbalster
- 1994 - Choi Jae-woo, Zuid-Koreaans freestyleskiër
- 1995 - John Filippi, Frans autocoureur
- 1996 - Marta Bassino, Italiaans alpineskiester
- 1996 - Aurélien Paret-Peintre, Frans wielrenner
- 1997 - Keyyo, Zweeds presentatrice
- 1997 - Zhang Ling, Chinees roeister
- 1998 - Elisa Balsamo, Italiaans wielrenster
- 1998 - Lorenzo Callegari, Frans voetballer
- 1998 - Felix Gall, Oostenrijks wielrenner
- 1998 - Daniela Ulbing, Oostenrijks snowboardster
- 2001 - An San, Zuid-Koreaans boogschutster
- 2001 - Luca Unbehaun, Duits voetballer
- 2003 - Dillon Hoogewerf, Nederlands-Nigeriaans voetballer

## Overleden

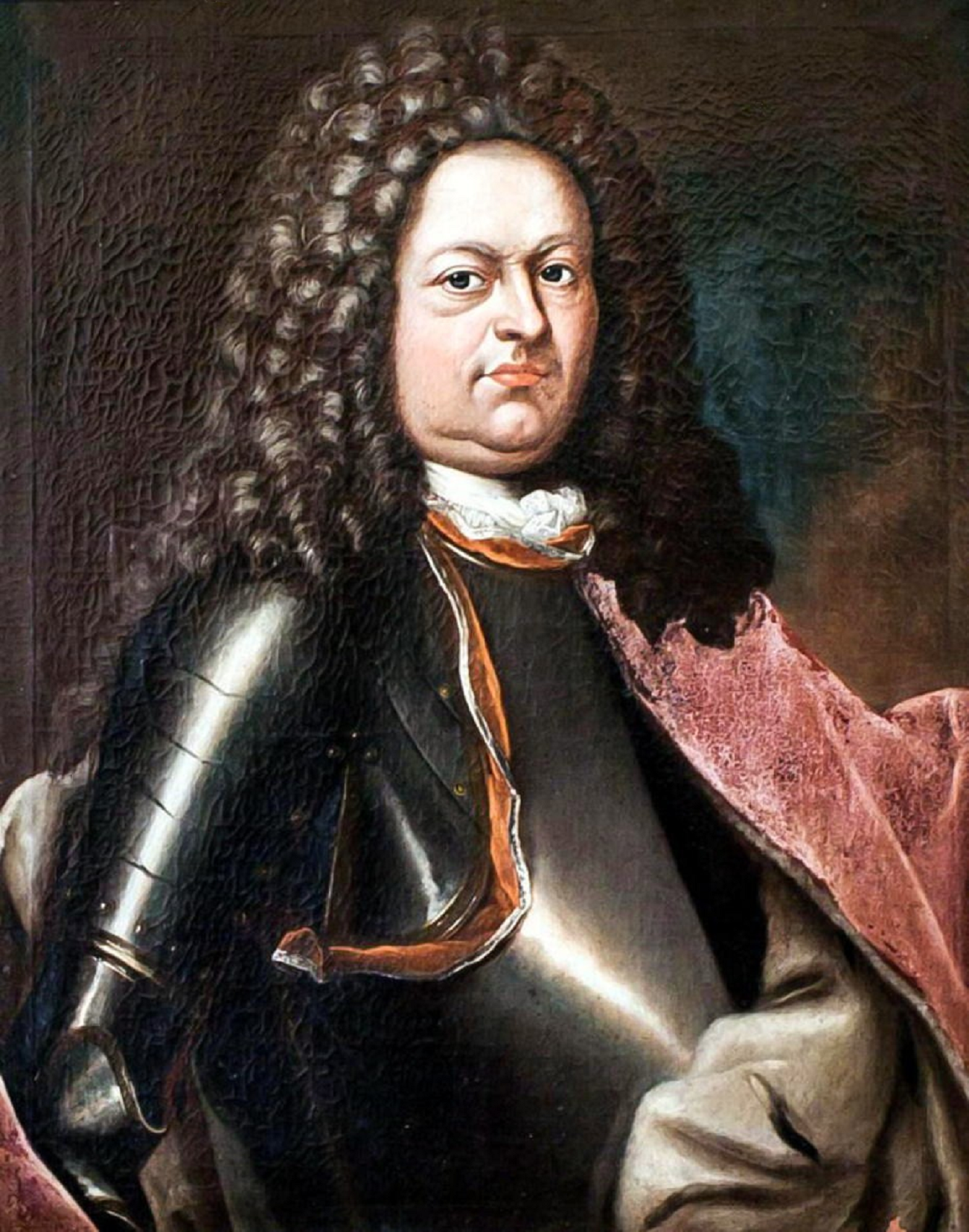
Johan Ernst van Nassau-Weilburg
overleden in 1719

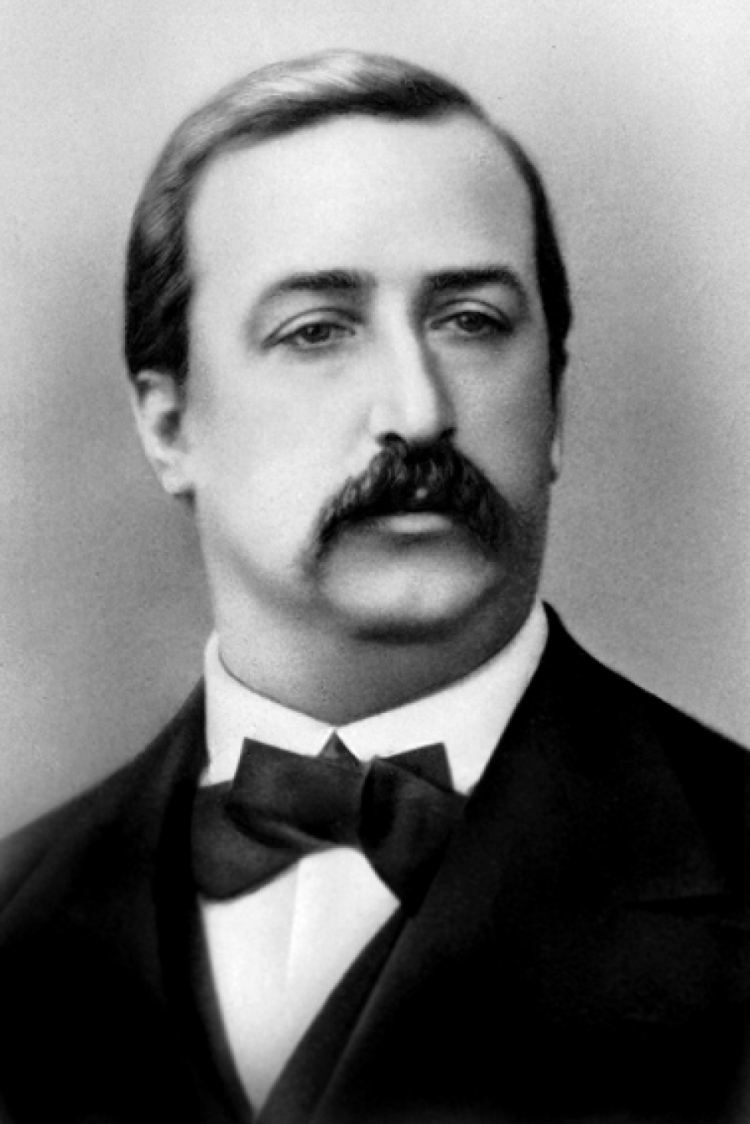
Aleksandr Borodin,
overleden in 1887

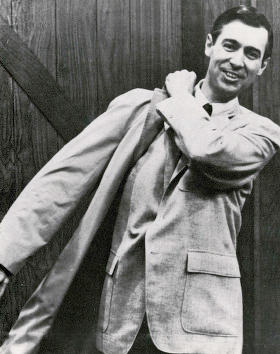
Fred Rogers,
overleden in 2003

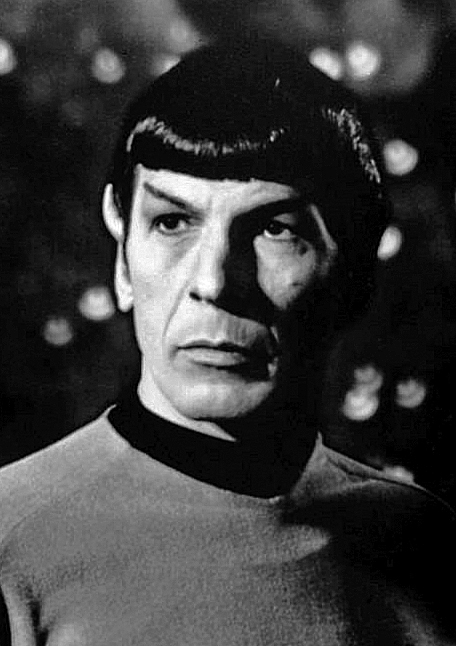
Leonard Nimoy,
overleden in 2015

- 853 - Markward van Prüm, benedictijn, abt en raadgever van Lodewijk de Vrome
- 1482 - Johan van Nassau-Wiesbaden-Idstein (~42), Duits kanunnik
- 1641 - Pau Claris i Casademunt, Catalaans politicus en geestelijke, President van de Generalitat de Catalunya
- 1719 - Johan Ernst van Nassau-Weilburg (54), graaf van Nassau-Weilburg
- 1735 - John Arbuthnot, Schots-Engels geleerde en schrijver
- 1800 - Madame Adélaïde van Frankrijk (68), Prinses van Frankrijk
- 1869 - Joost Hiddes Halbertsma (79), Nederlands schrijver en dominee
- 1887 - Aleksandr Borodin (53), Russisch componist
- 1906 - Samuel Pierpont Langley (71), Amerikaans astronoom en natuurkundige
- 1915 - Willem Hovy (74), Nederlands politicus
- 1920 - Patricius Hoefnagels (68), Belgisch politicus
- 1931 - Erich Wasmann (71), Oostenrijks entomoloog en pater
- 1934 - George Temple-Poole (77), Brits architect en ambtenaar
- 1936 - Ivan Pavlov (86), Russisch psycholoog
- 1941 - Adriaan Hendrik Sirks (61), Nederlands militair en politiefunctionaris
- 1943 - Hermogenes Ilagan (69), Filipijns zarzuela-zanger, schrijver en producent
- 1950 - Yvan Goll (59), Duits-Frans dichter en schrijver
- 1960 - Ettore Chimeri (35), Venezolaans autocoureur
- 1961 - Platt Adams (75), Amerikaans atleet
- 1977 - Jan Franken Pzn. (80), Nederlands schilder, tekenaar en boekbandontwerper
- 1985 - Henry Cabot Lodge jr. (81), Amerikaans politicus en diplomaat
- 1987 - Jose Diokno (65), Filipijns senator en mensenrechtenadvocaat
- 1989 - Konrad Lorenz (85), Oostenrijks zoöloog, ornitholoog en Nobelprijswinnaar
- 1992 - Marinus Ruppert (80), Nederlands politicus en Minister van Staat
- 1993 - Lillian Gish (99), Amerikaans actrice
- 1995 - Giga Norakidze (64), Georgisch voetballer en voetbalcoach
- 1996 - Mathilde Schroyens (83), Belgisch politicus
- 1997 - William Gear (81), Schots kunstschilder
- 1998 - J.T. Walsh (54), Amerikaans acteur
- 2000 - James Stanley Hey (90), Brits natuurkundige
- 2002 - Spike Milligan (83), Brits-Iers komiek
- 2002 - Karel Verleye (81), Belgisch filosoof
- 2003 - Fred Rogers (74), Amerikaans presentator en poppenspeler
- 2006 - Ferenc Bene (61), Hongaars voetballer
- 2006 - Linda Smith (48), Brits comédienne
- 2007 - Bernd Freytag von Loringhoven (93), Duits generaal
- 2008 - William F. Buckley jr. (82), Amerikaans schrijver en journalist
- 2008 - Jan Eijkelboom (81), Nederlands schrijver, journalist, dichter
- 2008 - Ivan Rebroff (76), Duits zanger
- 2009 - Walter van der Kamp (83), Nederlands televisieregisseur
- 2009 - Manea Mănescu (92), Roemeens premier
- 2009 - Jos Wijninckx (78), Belgisch politicus
- 2011 - Frank Buckles (110), laatst levende Amerikaanse veteraan die diende in de Eerste Wereldoorlog
- 2012 - Armand Penverne (85), Frans voetballer
- 2012 - Manuel de Solà-Morales Rubio (72), Spaans architect
- 2012 - Tina Strobos (91), Nederlands verzetsheldin
- 2012 - JCJ Vanderheyden (83), Nederlands kunstenaar
- 2012 - Hans van Wiggen (71), Nederlands liedjesschrijver
- 2013 - Van Cliburn (78), Amerikaans pianist
- 2013 - Ramon Dekkers (43), Nederlands kickbokskampioen
- 2013 - Stéphane Hessel (95), Frans diplomaat, schrijver en verzetsstrijder
- 2013 - Vital Loraux (87), Belgisch scheidsrechter
- 2013 - Richard Street (70), Amerikaans zanger
- 2013 - Henk Westrus (75), Nederlands accordeonist, orkestleider en componist
- 2014 - Jan Hoet (77), Belgisch curator en kunstkenner
- 2014 - Richard Sacher (71), Tsjechisch politicus
- 2015 - Boris Nemtsov (55), Russisch politicus
- 2015 - Leonard Nimoy (83), Amerikaans acteur, filmregisseur en dichter
- 2016 - Mom Wellenstein (96), Nederlands topambtenaar
- 2017 - Marcel De Corte (87), Belgisch voetballer
- 2017 - Carla Lipp (83), Nederlands actrice en danseres
- 2018 - Quini (68), Spaans voetballer
- 2019 - France-Albert René (83), president van de Seychellen
- 2019 - Doug Sandom (89), Brits drummer
- 2020 - Valdir Espinosa (72), Braziliaans voetbaltrainer
- 2021 - Ng Man-Tat (69), Hongkongs acteur
- 2021 - Peter Raedts (72), Nederlands historicus
- 2022 - Ichiro Abe (99), Japans judoka
- 2022 - Ned Eisenberg (65), Amerikaans acteur
- 2022 - Arend Jan Heerma van Voss (79), Nederlands journalist, acteur en omroepbestuurder
- 2022 - Teun Hocks (74), Nederlands fotograaf, decorbouwer en kunstenaar
- 2023 - Roué Hupsel (79), Surinaams presentator en schrijver
- 2023 - Gérard Latortue (88), Haïtiaans politicus
- 2023 - Rob Parry (97), Nederlands industrieel ontwerper en interieur architect
- 2024 - Richard Lewis (76), Amerikaans stand-upcomedian en acteur
- 2024 - Richard Truly (86), Amerikaans ruimtevaarder
- 2025 - Oleg Koetoezov (89), Sovjet-Russisch basketballer
- 2025 - Paul L. Maier (94),  Amerikaans historicus en romanschrijver
- 2025 - Boris Spasski (88), Russisch schaker
- 2025 - Marvin Wijks (40), Nederlands voetballer

## Viering/herdenking
- Internationale dag van de ijsbeer

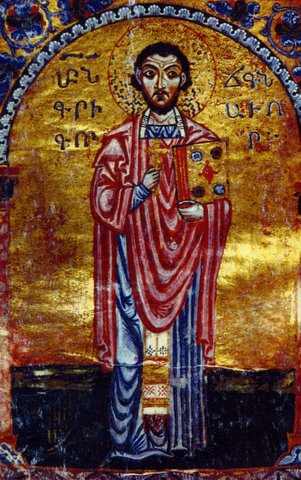
Gregorius van Narek

- Nationale feestdag in de Dominicaanse Republiek
- Romeinse Rijk - 1e Equirria; feestdag waarop ter ere van de oorlogsgod Mars paardenwedrennen werden gehouden
- Rooms-Katholieke kalender:
  - Heilige Gregorius van Narek († c. 1005) - Vrije gedachtenis
  - Heilige Honorine (van Normandië) († c. 3e eeuw (?))
  - Heilige Gabriël van de Moeder van Smarten († 1862)
  - Heilige Antigone (van Rome)
  - Heilige Eucharius II van Maastricht († 530)
  - Zalige Maria van Jezus Deluil-Martiny († 1884)
  - Zalige Markward van Prüm († 853)
- Oosters-orthodoxe kalender:
  - Heilige Leander (van Sevilla) († c. 600)

## Weerextremen

### Nederland
| | Officiële records | Officiële records | Officiële records |      | Landelijke records | Landelijke records | Landelijke records     |
| Gebeurtenis | Jaar              | Extreem           | Locatie           | Jaar | Extreem            | Locatie            |                        |
| --- | ----------------- | ----------------- | ----------------- | ---- | ------------------ | ------------------ | ---------------------- |
| Laagste etmaalgemiddelde temperatuur (°C) | 1929              | −8,4              | De Bilt           |      | 1929               | −10,0              | Eelde                  |
| Hoogste etmaalgemiddelde temperatuur (°C) | 1978              | 9,9               | De Bilt           |      | 2019               | 11,4               | Maastricht             |
| Laagste minimumtemperatuur (°C) | 1929              | −12,0             | De Bilt           |      | 1986               | −14,1              | Eelde                  |
| Hoogste minimumtemperatuur (°C) | 1912              | 8,9               | De Bilt           |      | 1912               | 8,9                | De Bilt                |
| Laagste maximumtemperatuur (°C) | 1929              | −4,0              | De Bilt           |      | 1929               | −6,5               | Eelde                  |
| Hoogste maximumtemperatuur (°C) | 2019              | 18,3              | De Bilt           |      | 2019               | 20,5               | Arcen                  |
| Hoogste uurgemiddelde windsnelheid (m/s) | 1949              | 16,5              | De Bilt           |      | 1990               | 25,2               | IJmuiden               |
| Hoogste windstoot (m/s) | 1990              | 24,7              | De Bilt           |      | 1990               | 32,9               | Rotterdam              |
| Langste zonneschijnduur (uur) | 1977              | 10,1              | De Bilt           |      | 1977               | 10,1               | De Bilt                |
| Langste neerslagduur (uur) | 2011              | 18,6              | De Bilt           |      | 2011               | 22,8               | Volkel                 |
| Hoogste etmaalsom van de neerslag (mm) | 2011              | 19,6              | De Bilt           |      | 2011               | 21,8               | Rotterdam              |
| Laagste etmaalgemiddelde relatieve vochtigheid (%) | 1948              | 43                | De Bilt           |      | 1948               | 43                 | De Bilt                |
| Laagste uurwaarde luchtdruk op zeeniveau (hPa) | 1989              | 968,0             | De Bilt           |      | 1989               | 965,3              | De Kooy                |
| Hoogste uurwaarde luchtdruk op zeeniveau (hPa) | 1921              | 1042,7            | De Bilt           |      | 1921               | 1043,4             | Maastricht, Vlissingen |
| Officiële records worden altijd gemeten op het KNMI-weerstation in De Bilt. Landelijke records kunnen worden gemeten op elk officieel KNMI-weerstation in Nederland. |                   |                   |                   |      |                    |                    |                        |

Uitzonderlijke gebeurtenissen
- 1959 - Eerste officiële zachte dag van het jaar (maximumtemperatuur ≥ 15 °C in De Bilt)
- 1959 - Eerste landelijke zachte dag van het jaar gemeten in De Bilt, Deelen, Eindhoven, Gilze-Rijen, Maastricht, Soesterberg, Twenthe, Valkenburg ZH en Volkel (maximumtemperatuur ≥ 15 °C op een officieel weerstation)
- 2003 - Eerste officiële zachte dag van het jaar (maximumtemperatuur ≥ 15 °C in De Bilt)
- 2003 - Eerste landelijke zachte dag van het jaar gemeten in Arcen, Cabauw, De Bilt, Deelen, Eindhoven, Ell, Gilze-Rijen, Heino, Herwijnen, Hoek van Holland, Hupsel, Lelystad, Maastricht, Rotterdam, Schiphol, Soesterberg, Twenthe, Valkenburg ZH, Volkel, Westdorpe, Wilhelminadorp en Woensdrecht (maximumtemperatuur ≥ 15 °C op een officieel weerstation)
- 2019 - Landelijk maandrecord hoogste maximumtemperatuur in °C van februari gemeten in Arcen: 20,5
- 2019 - Eerste landelijke warme dag van het jaar gemeten in Arcen (maximumtemperatuur ≥ 20 °C op een officieel weerstation). Dit is de meest vroege datum waarop de eerste landelijke warme dag is gemeten
- 2023 - Landelijk laagste minimumtemperatuur in °C van februari dit jaar gemeten in Twenthe: −7,1
- 2024 - Officieel langste zonneschijnduur in uren van februari dit jaar gemeten in De Bilt: 7,2 (voorlopig)
- 2024 - Landelijk langste zonneschijnduur in uren van februari dit jaar gemeten in Cabauw, Herwijnen, Lelystad en Vlissingen: 9,3 (voorlopig)

### België
Dagrecords
- 1929 - Laagste etmaalgemiddelde temperatuur −5,1 °C
- 1846 - Hoogste etmaalgemiddelde temperatuur 12,9 °C
- 1956 - Laagste minimumtemperatuur −10,8 °C
- 2019 - Hoogste maximumtemperatuur 18,5 °C
- 1961 - Hoogste etmaalsom van de neerslag 22 mm

Uitzonderlijke gebeurtenissen
- 1996 - Mist veroorzaakt een kettingbotsing met meer dan 200 voertuigen en 10 doden in Deinze.
- 2004 - Zware sneeuwval zorgt voor een sneeuwdek tot 23 cm in Kalmthout.

<< · 1 · 2 · 3 · 4 · 5 · 6 · 7 · 8 · 9 · 10 · 11 · 12 · 13 · 14 · 15 · 16 · 17 · 18 · 19 · 20 · 21 · 22 · 23 · 24 · 25 · 26 · 27 · 28 · 29 · (30) · >>